# بوب بيتن
بوب بيتن (بالإنجليزية: Bob Peyton)‏ (1 مايو 1954 ببرمنغهام في المملكة المتحدة - ) هو لاعب كرة قدم بريطاني في مركز الوسط. لعب مع بورت فايل.